# Istituto Curie (Parigi)
L'Institut Curie è uno dei maggiori centri di ricerca medica, biologica e biofisica internazionali. È una fondazione no-profit privata attiva attraverso un centro di ricerca in biofisica, biologia cellulare e oncologia oltre a un ospedale specializzato nel trattamento del cancro. Sorge a Parigi, in Francia, mentre un altro Institut Curie fu fondato a Varsavia, in Polonia, nel 1932.

## Storia
L'Institut Curie fu fondato da Marie Curie e Claudius Regaud nel 1909 e riconosciuto di utilità pubblica nel 1921. Fu costruito per venire incontro alla volontà di Marie Curie di dare vita a una struttura specializzata nel trattamento medico del cancro. In origine venne chiamato Istituto del Radio. Nel 1995 venne creato il Dipartimento di Ricerca dell'Institut Curie. La sua attività è focalizzata sulla ricerca fondamentale in biologia cellulare e molecolare, biofisica e ampi studi di oncologia. Nell'aprile 2013 ha siglato un accordo con l'azienda biomedicale Vygon per sviluppare nuove soluzioni tecnologiche in ambito oncologico.

## Ricerca
L'Istituto è attualmente articolato in diverse unità di ricerca in cooperazione con le istituzioni di ricerca nazionali Centre national de la recherche scientifique (CNRS) e Institut National de la Santé et de la Recherche Médicale (INSERM). Vi lavorano alcune centinaia di ricercatori e organizza anche PhD per la formazione post laurea.

## Ospedale
L'Institut Curie sovrintende l'Hôpital Claudius Régaud, un ospedale per il trattamento del cancro. L'Istituto applica anche la terapia protonica in un apposito centro sito a Orsay, uno dei pochi al mondo a utilizzare questa tipologia di cura.

## Premi Nobel
Cinque ricercatori legati all'Istituto sono stati insigniti del premio Nobel:
- Marie Curie
- Pierre Curie
- Irène Joliot-Curie
- Frédéric Joliot-Curie
- Pierre-Gilles de Gennes